# تاكونيت
تاكونيت هي جماعة قروية في إقليم زاكورة بجهة درعة تافيلالت. وهي تقع على الطريق الوطنية رقم 9 بين زاكورة وامحاميد الغزلان. ويبعد مركز الجماعة عن زاكورة بـ 65 كلم، وهي تضم 103 17 نسمة، حسب الإحصاء العام للسكان والسكنى لسنة 2014.

## التسمية
تاكونيت هو اسم أمازيغي وله عدة تفسيرات باللغة العربية:
- تاكو نيت: بمعنى بعيدة جداً
- تكون نيت: بمعنى نائمة فعلاً
- تك نيت: بمعنى إعمل النية

## تاريخ
إرتبط اسم تاكونيت مع لائحة المعتقلات السرية التي كانت في المغرب بعد الاستقلال، ومن بين هذه المعتقلات كان يحضر اسم معتقل تاكونيت الذي بني خلال فترة حكم الكلاوي والذي اتخذه مقر إقامة له في مرحلة الإستعمار الفرنسي وبعد الاستقلال تسلمه جيش التحرير واستعمله كثكنة عسكرية إلى غاية 1971 حيث تسلمته وزارة الداخلية لتحجز فيه المشاركين في أحداث الدار البيضاء 1971 والمشاركين في أحداث الأطلس 1972 وبقي على هذا الحاال إلى 1976 حيث تم تسليمه للقوات المسلحة الملكية.
في 25 يوليوز 2019، تم إعطاء الإنطلاقة لمشروع التطهير السائل بمركز الجماعة، ويندرج هذا المشروع في إطار تأهيل مركز جماعة تاكونيت والرقي بالوضع الإجتماعي والبيئي والحفاظ على المياه الجوفية وحمايتها من التلوث.

## التعليم
قائمة المؤسسات التعليمية في تاكونيت:
- مجموعة مدارس تاكونيت
- مجموعة مدارس بني صبيح
- مجموعة مدارس ازغار
- مجموعة مدارس ثلاث الأمل
- مجموعة مدارس نصراط
- ثانوية سيدي صالح
- ثانوية مولاي المهدي الصالحي
- ثانوية عثمان بن عفان

## الاقتصاد

### السكان
يعتمد سكان تاكونيت إقتصاديا على الفلاحة المعاشية وخصوصا منتوج التمر وتربية المواشي وإنتاج الخضروات إلى جانب إمتهان تجارة التقسيط والحرف.

### الماء الصالح للشرب
يعاني العديد من الدواوير في تاكونيت من غياب الماء الصالح للشرب.

## الثقافة
- المهرجان الدولي ثراث بلادي: ويتضمن هذا المهرجان أنشطة متنوعة من ندوات ورواق الزي التقليدي وكارنفال فولكلور، بالإضافة إلى سهرات فنية لفرق فولكلورية وموسيقية بالمنطقة.[11]